# Harun Tutum
Harun Tutum (* 23. August 1992 in Bolu) ist ein türkischer Fußballspieler, der für Boluspor spielt.

## Vereinskarriere
In der Saison 2012/13 wurde Harun Tutum, unter Trainer Osman Nuri Işılar, das erste Mal in die 1. Mannschaft berufen. Sein Debüt als professioneller Fußballspieler gab Tutum am 11. Mai 2013 im Ligaspiel gegen Gaziantep BB.
Für die Saison 2014/15 wurde er an Bergama Belediyespor ausgeliehen.